# Aeroportul Ilford
Aeroportul Ilford (IATA: ILF, ICAO: CZBD) este un aeroport din Manitoba, Canada. Aeroportul a fost tranzitat în 2019 de 0 pasageri.
Situat la o altitudine de 198 m, aeroportul dispune de o singură pistă.